# Bambuí (ort)
Bambuí är en ort i Brasilien.   Den ligger i kommunen Bambuí och delstaten Minas Gerais, i den sydöstra delen av landet, 500 km söder om huvudstaden Brasília. Bambuí ligger 700 meter över havet och antalet invånare är 18 840.
Terrängen runt Bambuí är platt. Bambuí är det största samhället i trakten.
Omgivningarna runt Bambuí är huvudsakligen savann. Runt Bambuí är det glesbefolkat, med 15 invånare per kvadratkilometer.